# Förvaltningsbesvär
Förvaltningsbesvär, överklagande enligt den svenska förvaltningslagen 40-48 §§. Enligt denna lag får ett beslut överklagas av den som beslutet angår. Det krävs också att beslutet har gått hen emot och att det är ett beslut som är möjligt att överklaga. Överklagandet skall lämnas in senast tre veckor efter att den som överklagar har tagit del av beslutet. Den instans som prövar överklagandet kan upphäva beslutet eller ändra beslutet. 
I vissa fall finns kompletterande regler om överklagande i speciallagstiftning. Till skillnad mot kommunallagen styr inte förvaltningslagen vilken instansordning som gäller, det vill säga vilken myndighet man överklagar till. Detta regleras i den speciallagstiftning som gäller för det överklagade beslutet och är olika för olika slags beslut. Om speciallagstiftningen inte säger något annat görs överklagandet till allmän förvaltningsdomstol.